# Humbert Belhomme
Pour les articles homonymes, voir Belhomme.
Œuvres principales
- Historia Mediani in monte Vosago monasterii
- Antiquitates montis Vogesi et praesertim Mediani in eodem monasteri
- Catalogus bibliothecae Mediani monasterii

Dom Humbert Belhomme  né à Bar-le-Duc le 23 décembre 1653 et mort le 12 décembre 1727 à l'abbaye de Moyenmoutier fut abbé de cette abbaye et créateur d'une des plus grandes bibliothèques de Lorraine.

## Biographie
Le 19 novembre 1671, Humbert Belhomme prononce ses vœux et prend l'habit de l'Ordre de Saint-Benoît. Il est chargé d'enseigner la théologie ainsi que la philosophie à l'abbaye de Saint-Mihiel. Il est ensuite le prédicateur officiel de l'ordre bénédictin en Lorraine. 
Apprécié par le Cardinal de Retz, il fait partie du conseil de conscience du duc Léopold Ier de Lorraine qui fait de lui le premier Abbé nommé de l'Abbaye Saint-Léopold de Nancy de 1702 à 1704. Il devient ensuite abbé de l'abbaye Saint-Hydulphe de Moyenmoutier de 1705 à sa mort.
Par six fois, il sera élu supérieur général de la Congrégation de Saint-Vanne et Saint-Hydulphe dont l'abbaye de Moyenmoutier est cofondatrice.
Il est l'auteur d'une histoire de Moyenmoutier (1724). 

### Le constructeur

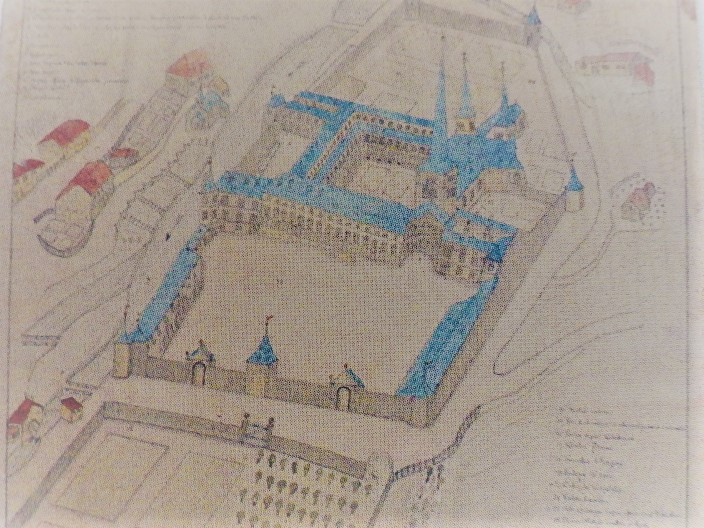
Abbaye de Moyenmoutier reconstruite par Humbert Belhomme

Humbert Belhomme fait entièrement reconstruire l'abbaye Saint-Hydulphe de Moyenmoutier pendant son abbatiat (1705-1727). 
Son successeur Humbert Barrois (1727-1771) la fera démolir en même temps que la nouvelle abbaye baroque se construit ; seuls quelques bâtiments agricoles subsistent aujourd'hui.

### Le bibliothécaire
Le souhait de dom Belhomme est de réunir à Moyenmoutier tous les livres et tous les auteurs qui en vaudront la peine. Il s'adresse ainsi à dom Calmet :

« Je désire que nous continuions à former notre bibliothèque selon le plan que nous nous sommes proposés, qui est d'avoir tous les auteurs originaux grecs et latins, toutes les nouvelles éditions de Paris et tous les nouveaux livres qui en vaudront la peine »

Cet objectif sera atteint et Don Belhomme fera de la bibliothèque de l'abbaye de Moyenmoutier la bibliothèque la plus importante de Lorraine.

« Il fut six fois supérieur-général de sa congrégation, et abbé de Moyenmoutier pendant vingt-deux ans. Cette abbaye lui est redevable de sa riche bibliothèque, la plus nombreuse et la mieux choisie de toutes celles que l'on trouve en Lorraine. »

Le catalogue des ouvrages possédés par la bibliothèque de l'abbaye de Moyenmoutier, en deux volumes et dressé en 1727 par dom Humbert Belhomme, est conservé à la Bibliothèque multimédia intercommunale d'Épinal (bmi),,.

## Hommage
L'ancienne basse-cour de l'abbaye de Moyenmoutier a été transformée en jardin qui porte son nom.

## Sources
- Le Grand Dictionnaire historique, ou Le mélange curieux de l'histoire sacrée et profane, Louis Moreri, t. 2, p. 313-314, éd. Libraires associés, Paris, 1759.
- Dictionnaire historique ou histoire abrégée des hommes qui se sont fait un nom par le génie, les talens, les vertus, les erreurs, depuis le commencement du monde jusqu'à nos jours, François Xavier de Feller, volume 2, p. 169, éd. Rolland-Rusand, 1821.
- Biographie universelle, ancienne et moderne, Joseph François Michaud, Louis Gabriel Michaud, volume 57, p. 482, éd. Michaud frères, 1834.
- France : dictionnaire encyclopédique, Philippe Le Bas, vol. 12, p.335, éd. Firmin Didot frères, 1840.
- La Vie intellectuelle dans une abbaye lorraine au XVIIe et au XVIIIe siècle, Abbé Jerome, éd. Berger Levrault, 1911.